# Heinrich Andreas Lohe
Heinrich Andreas Lohe (* 1648 in Naila; † 5. Mai 1713 in Hof) war ein deutscher Maler.

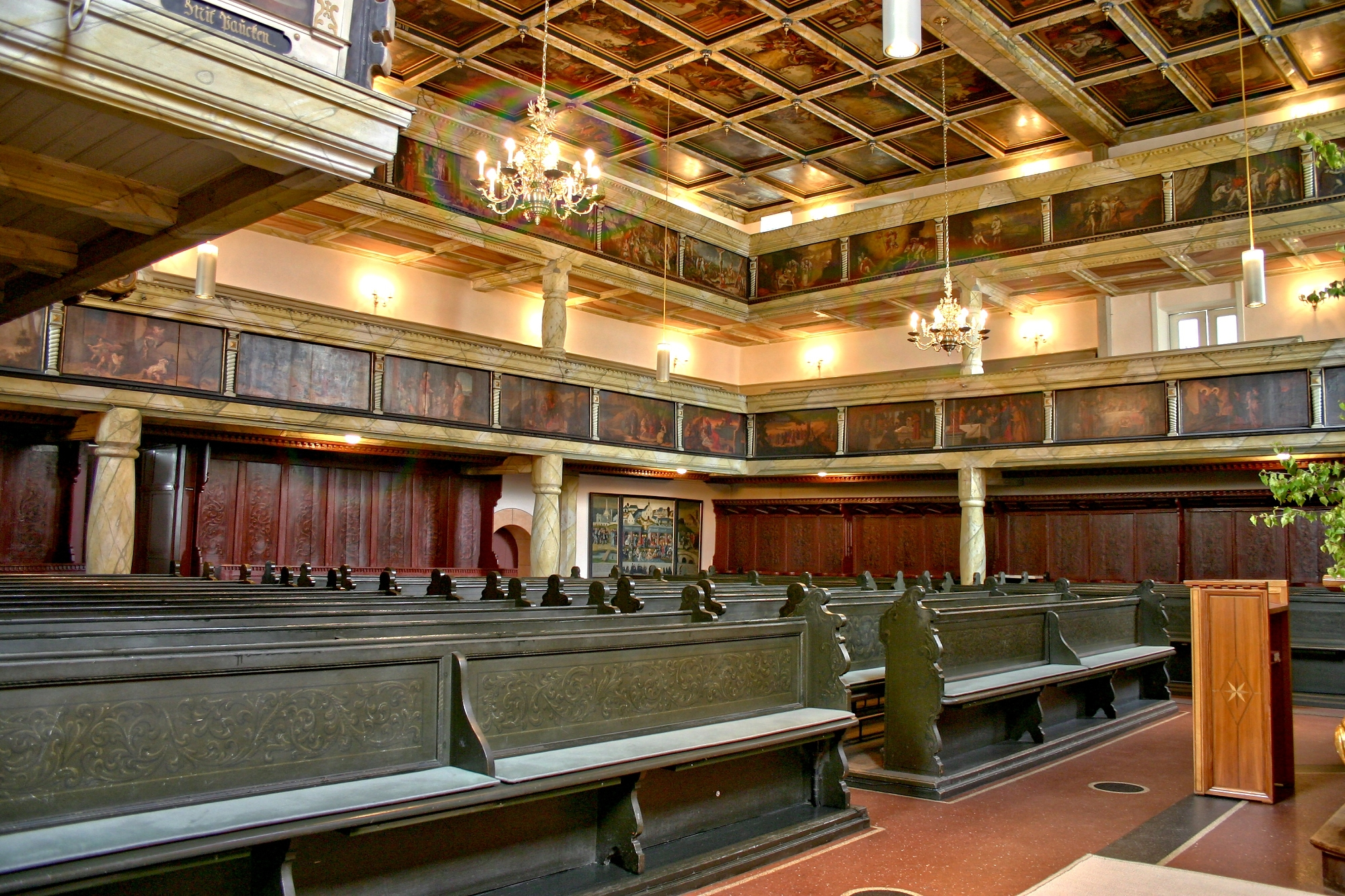
Der Innenraum der Hospitalkirche Hof von der Altarstufe aus (Kassettendecke von Heinrich Andreas Lohe 1688)

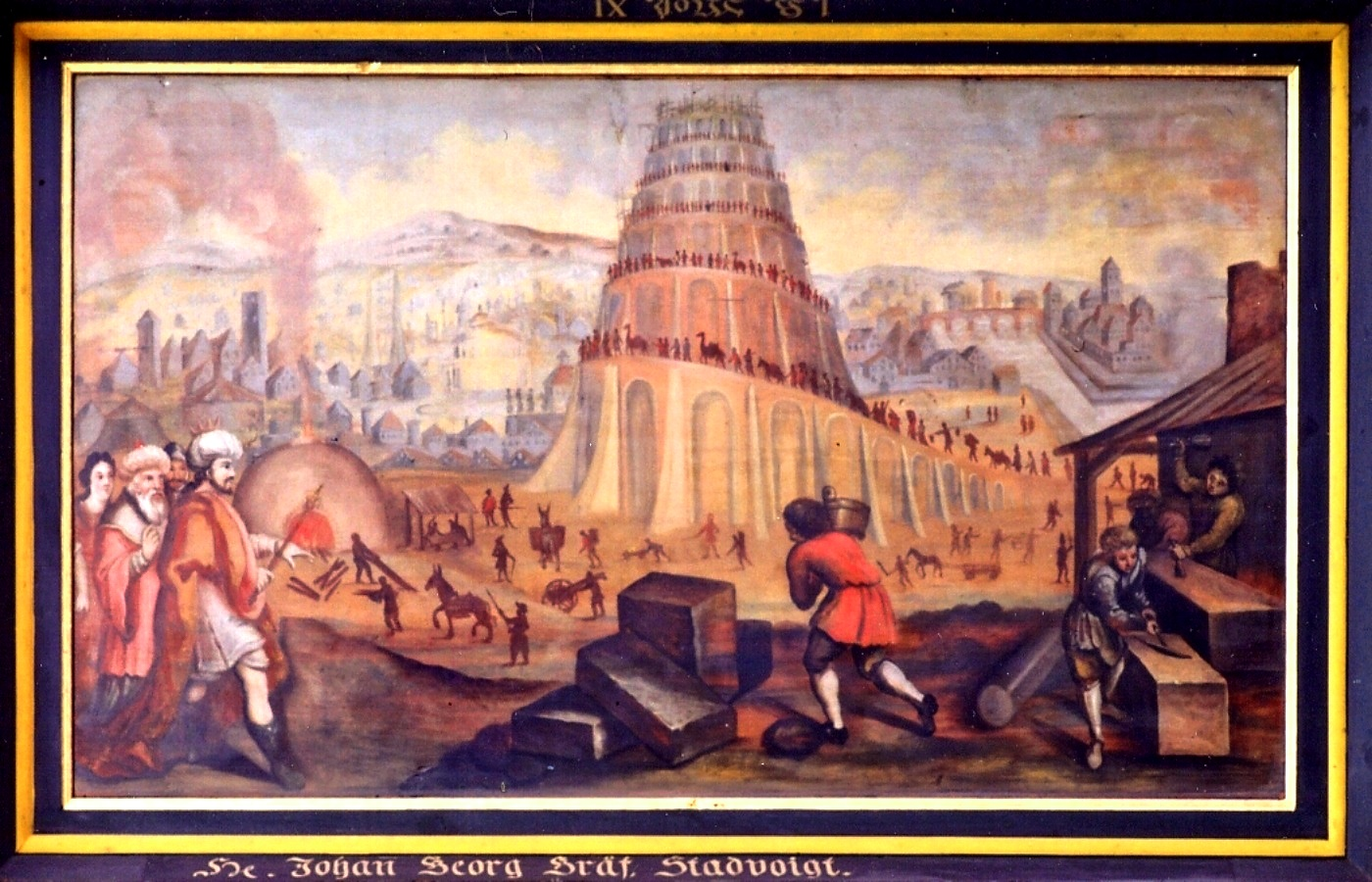
Der Turmbau zu Babel, Bild aus der Kassettendecke der Hospitalkirche von Heinrich Andreas Lohe (1688). Stifter: Johann Georg Gräf, Stadtvoigt; Vorlage: Merian Blatt 8, linker Vordergrund: Osiander 6/7.

Sein Hauptwerk sind die Tafelmalereien in der Kassettendecke der Hofer Hospitalkirche. Sie bestehen aus 90 Bildtafeln, die Lohe 1688 auf Vorschlag des damaligen Pfarrers Nikolaus Meyer malte. Vom 24. Juli 1688 bis 20. August 1689 fertigten Heinrich Andreas Lohe, sein Sohn Heinrich Matthäus Lohe, die Gesellen Johann Zimmermann und Martin Jacobi die 90 Bilder. Die Bilder enthalten die Bibelstellen und die Namen der jeweiligen Stifter. Die Darstellungen von Geschichten aus dem Alten und Neuen Testament lehnen sich eng an die Bilder von Matthäus Merian d. Ä., teils an die Kupferstiche des Niederländers Cornelius Vischer, mit denen eine Osianderbibel, eine reine Textbibel aus dem Verlag Stern, Lüneburg, mit Kommentaren von Lukas Osiander d. Ä. von 1665 versehen war. Diese Osianderbibel wurde von Johann Friedrich Gewandschneider, einem vornehmen Handelsmann in Leipzig, für die Michaeliskirche gestiftet. Seine Erben ließen sie mit Bildern Vischers ausstatten und mit Silber beschlagen und übergaben sie am 1. Juli 1687 Christian Haß, Bürgermeister und vornehmer Handelsmann in Hof für die Hofer Kirchenbibliothek.
Die Arbeit Lohes fand solchen Beifall, dass er 1689 beauftragt wurde, die obere Empore der Kirche mit 16 Bildtafeln mit Passionsdarstellungen auszustatten. Weitere Gemälde führte er an der Hauptmannsempore aus (1694). Dort gestaltete er das markgräfliche Wappen sowie links und rechts zwei Bilder der Evangelisten. 1711 erhielt er den Auftrag, die Orgelempore mit Bildern musizierender Engel (Cherubim) zu bemalen.
Von Heinrich Andreas Lohe stammen vermutlich noch weitere Kirchenmalereien des Hofer Umlandes und einige Porträts, darunter zwei Gemälde in der St.-Lorenz-Kirche: Die Porträts des Superintendenten Joseph Friedrich Seußinger von Waldeck und des Superintendenten Johann Christoph Hösel sowie ein Porträt von Anna Margarethe von Pühel auf Schloss Döhlau. Mehrmals bemalte er Arbeiten der Kunstwerkstatt Knoll.
Er war der Vater von Heinrich Matthäus Lohe und damit Stammvater der Hofer Malerfamilie Lohe.